# La Forge
La Forge ([la ˈfɔʁʒ] ) ist eine französische Gemeinde mit 515 Einwohnern (Stand: 1. Januar 2022) im Département Vosges in der Region Grand Est. Sie gehört zum Arrondissement Épinal (bis 2024 Saint-Dié-des-Vosges) und ist Mitglied im Gemeindeverband Communauté de communes des Hautes Vosges. Die Bewohner werden Forgerons und Forgeronnes genannt.

## Geografie
Die Gemeinde La Forge liegt in den Vogesen, etwa auf halbem Weg zwischen den Städten Remiremont und Gérardmer.
Das 4,72 km² große Gemeindegebiet von La Forge wird im Süden und Osten vom Fluss Cleurie begrenzt. Das etwa 200 Meter breite Tal liegt auf 500 Metern Meereshöhe. Das Gelände steigt nach Nordwesten auf 750 bis 780 Meter an, in der Nordwestecke der Gemeinde wird mit 813 Metern der höchste Punkt erreicht. Die höheren Lagen in der Gemeinde sind bewaldet und gehören zum Forêt Domaniale de Fossard. Die Bebauung in der Gemeinde ist sehr aufgelockert, man spricht daher von einer typischen Streusiedlung. Sie besteht aus mehreren Eigenheimzeilen, die sich an Serpentinen die Hänge bis auf 650 Metern Meereshöhe hinaufziehen sowie aus Bergbauernhöfen und vielen Ferienhäusern. Am Ufer der Cleurie ist die Siedlungsdichte etwas höher. Im Nordosten schließt eine Eigenheimsiedlung direkt an das Gebiet der Nachbargemeinde Le Tholy an. Ackerbau findet aufgrund der Höhenlage nur in bescheidenem Umfang statt, Weideland ist dagegen bis in die höheren Hanglagen anzutreffen. Nachbargemeinden von La Forge sind Le Tholy im Norden und Osten, Le Syndicat im Süden sowie Cleurie im Westen.

## Geschichte
Der Name „La Forge“ lässt sich mit Die Schmiede übersetzen. Für das Jahr 1770 ist die Existenz einer Mühle mit angeschlossener Schmiede an der Cleurie belegt. An der Stelle der alten Schmiede befindet sich heute ein Sägewerk.
Das Gebiet der heutigen Gemeinde La Forge lag im Ban Moulin, der von der Propstei in Arches abhängig war. Nach Errichtung der Kirche 1663 im nahen Le Tholy, die auf das Wirken des später heiliggesprochenen Pierre Fourier zurückging wurden die Bewohner dort eingepfarrt. Der Gemeindename lautete ursprünglich Les Arrentés du Ban de Saint-Joseph (Die Pächter des St. Josef-Banns). In der Zeit der Französischen Revolution wurde dieser Name getilgt und die Gemeinde hieß zunächst Libre Forge. Über Laforge entwickelte sich der Ortsname zum heutigen La Forge.
Noch bis in das 20. Jahrhundert hinein war die Landwirtschaft der wichtigste Erwerbszweig der Bevölkerung. Hier war es besonders die Herstellung von Käse. Für das Milchvieh wurde Roggen, Buchweizen und Hirse angebaut. Der Käse wurde auf regionalen Märkten verkauft und für dessen Gegenwert beschaffte man Brotgetreide und Gebrauchsgegenstände.
Am 25. Juli 1770 ereignete sich eine verheerende Überschwemmung im Cleurietal, die das damalige Dorf fast vollständig zerstörte.
1881 wurde die Mairie-école – das Schul- und Bürgermeistergebäude – errichtet. Eine neue Schule ersetzte 1962 das alte Gebäude, das man ab 1973 wegen steigender Schülerzahlen erneut mit nutzte. Schließlich wurde 2001 eine neue Schule gebaut, in der heute etwa 60 Schüler der unteren Klassen unterrichtet werden.

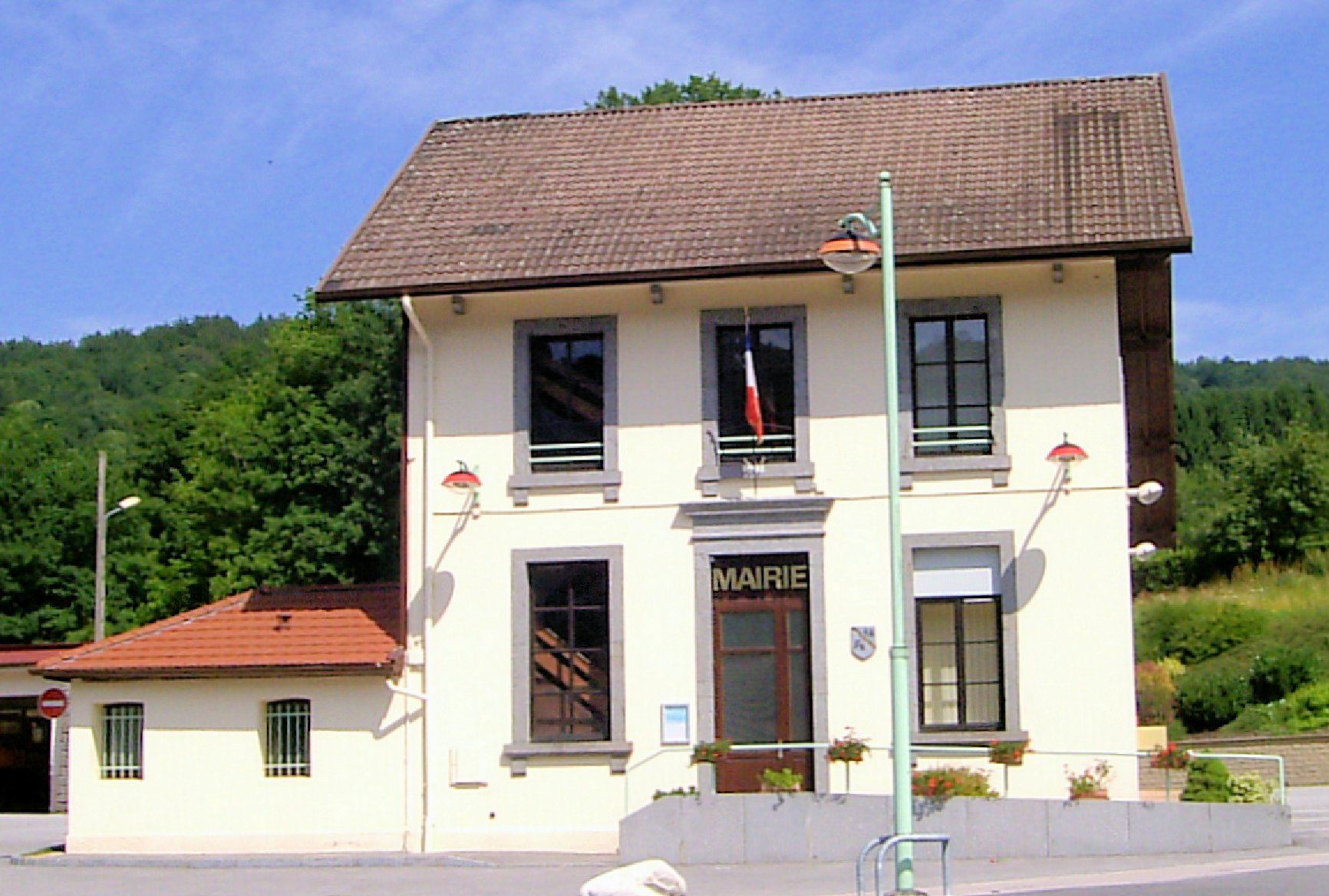
Gemeindeverwaltung (Mairie) in La Forge

### Bevölkerungsentwicklung
| Jahr      | 1962 | 1968 | 1975 | 1982 | 1990 | 1999 | 2011 | 2021 |
| --------- | ---- | ---- | ---- | ---- | ---- | ---- | ---- | ---- |
| Einwohner | 386  | 389  | 397  | 481  | 514  | 545  | 565  | 517  |

Im Jahr 1800 wurde mit 204 Bewohnern die bisher niedrigste Einwohnerzahl ermittelt. Die Zahlen basieren auf den Daten von cassini.ehess und INSEE.

## Wirtschaft und Infrastruktur
La Forge ist heute ein Touristenort mit zahlreichen Pensionen und Ferienhäusern. Diese Entwicklung verdankt die Gemeinde der Lage nahe den Wasserfällen von Tendon und dem nahen Lac de Gérardmer sowie der günstigen Verkehrsanbindung. In der Gemeinde sind heute nur noch zwei Landwirte im Haupterwerb und ein Forstwirtschaftsbetrieb tätig. Des Weiteren sind kleinere Handwerksbetriebe im Ort ansässig (Schreinerei, Fenster- und Türenbau, Klempnerei). Das Unternehmen FLEUROT fertigt Schleifscheiben. Einige Bewohner pendeln in umliegende Gemeinden.
In La Forge gibt es keine Kirche. Für die Seelsorge sind die nahegelegenen Kirchen in Le Tholy und im Ortsteil Julienrupt der Gemeinde Le Syndicat zuständig.
Im Cleurietal verläuft die Départementsstraße 417 von Remiremont über Gérardmer nach Colmar. Des Weiteren besteht eine Straßenverbindung in die Nachbargemeinde Cleurie.

## Belege
1. ↑  La Forge auf cassini.ehess
2. ↑  La Forge auf INSEE
3. ↑  Land- und Forstwirtschaft auf annuaire-mairie.fr (französisch)